# Sierra Madre Oriental
La Sierra Madre Oriental és una serralada que abasta tot l'est de Mèxic. En els seus 1.350 quilòmetres de llargària, des del sud del Río Bravo, discorrent paral·lel al Golf de Mèxic, i fins a unir-se amb l'Eix Volcànic Transversal travessa els estats de Coahuila, Nuevo León, Tamaulipas, San Luis Potosí, Hidalgo, Veracruz, Puebla i Querétaro.
El cim principal és el Cerro el Potosí, amb 3.720 metres, situat a l'Estat de Nuevo León.

## Cims principals
Els principals cims, sense tenir en compte els cims secundaris, són:
- Cerro el Potosí. 3.720 m
- Cerro San Rafael. 3.710 m
- Sierra de la Marta. 3.705 m
- Cerro el Morro. 3.700 m
- Cerro Peña Nevada. 3.540 m
- Sierra el Viejo. 3.500 m
- Sierra el Borrado. 3.420 m
- Sierra el Pedregoso. 3.280 m
- Sierra los Borregos. 3.240 m
- Sierra los Toros. 3.200 m